# Cheddarski čovjek
Cheddarski čovjek   naziv je za ljudski kostur koji je otkriven u Cheddaru (Somerset, Engleska) i koji je star oko 10 000 godina.

## Osnovni podaci
Cheddarski čovjek pronađen je 1903.  u Goughovoj špilji. Metodom mjerenja raspadanja radioaktivnoga ugljena utvrđeno je da je star oko 10 000 godina. To je najstariji cjeloviti britanski kostur.   U Cheddar Gorge & Caves  može se vidjeti odljev originalnoga kostura,  koji se čuva u Prirodoslovnom muzeju u Londonu.  Pretpostavlja se da je cheddarski čovjek umro nasilnom smrću na što ukazuje ozljeda lubanje.

## Najbliži rođak cheddarskoga čovjeka
Genetičar Bryan Sykes od Prirodoslovnoga je muzeja u Londonu dobio talus, tvrdu kost stopala, cheddarskoga čovjeka da iz nje ekstahira DNK. U tome nije uspio - pretpostavlja se zbog toga što su kosti već duže vrijeme bile izvan špilje. Poslije je, na temelju toga što je uspio ekstahirati DNK iz zuba mladića   čiju su ostaci pronađeni u Goughovoj špilji, a koji je živo prije više od 12 000 godina, dobio od muzeja dopuštenje da iz kutnjaka cheddarskoga čovjeka pokuša ekstarhirati DNK. Taj je pokušaj bio uspješan   . Sljedeći korak bio je pronalaženje potomaka cheddarskoga čovjeka. Uzimanjem uzoraka od lokalnoga stanovništva pronašli su slijed DNK identičan slijedu cheddarskoga čovjeka: dva istovjetna slijeda pripadala su djeci, čije identiteti nisu javno obznanjeni, a treći je slijeda koji se razlikovao u jednoj mutaciji pripadao je Adrijanu Targettu, učitelju povijesti iz Cheddra.

## Uzroci očuvanja DNK u cheddarskoga čovjeka
Da bi DNK bio sačuvan duže vrijeme, on mora biti u kostima. Kosti i zubi razlikuju se od drugih tkiva po hidroksiapatitu, mineralu koji sadrži kalcij. On onemogućuje prodor bakterija i gljivica koje se hrane mekim tkivom.  Ako kalcij nestane, DNK ostaje nezaštićena i uskoro propada. Također propadanje DNK u kiselu i neutralnu tlu brže je nego u lužnatu tlu. Mineral u kostima i vapnenac kemijski su vrlo slični. To su spojevi kalcija pa mineral u kostima u vapnenačkoj špilji ne propada. Time i DNK ostaje sačuvana. Temperatura, posebno izmjene hladnoće i topline, oštećuju DNK. Goughova špilja u kojoj je pronađen cheddarski čovjek je vapnenačka špilja u kojoj je temperatura niska i cijele godine konstantna.